# فالو تورينس
فالو تورينس (بالإيطالية: Vallo Torinese)‏ هي كومونا تقع في إيطاليا في مقاطعة تورينو. يقدر عدد سكانها بـ 743 نسمة ومساحتها 6.2 كم2 وترتفع عن سطح البحر 508 متر.

## السكان
في سنة 1861 بلغ عدد السكان 481 نسمة، وتطور العدد ليصل في سنة 2011 لـ 785 نسمة.
يظهر هذا المخطط البياني تطور النمو السكاني لـ فالو تورينس